# Dur-Kurigalzu
Dur-Kurigalzu fou una ciutat fundada pels cassites al segle xiv aC a la confluència entre el Tigris i el Diyala a uns 30 km a l'oest de Bagdad. Correspon a la moderna Aqa Quf.
Fou fundada per un rei anomenat Kurigalzu (Kurigalzu I era rei vers el 1400 i Kurigalzu II vers el 1345-1325 aC. El 1158 aC fou conquerida pels elamites dels que va passar a la dinastia d'Isin, fins que vers el 1080 aC fou ocupada per Assíria i després abandonada.
La ciutat tenia temples i altres edificis religiosos dedicats als déus sumeris i un palau reial que fou excavat el 1943-1945. Saddam Hussein hi va fer obres de restauració als anys setanta.
Correspon al modern llogaret d'Akarkuf.